# Quercus tomentella
Quercus tomentella är en bokväxtart som beskrevs av Georg George Engelmann. Quercus tomentella ingår i släktet ekar, och familjen bokväxter. Inga underarter finns listade i Catalogue of Life.
Arten förekommer på flera öar öster om Kalifornien (USA) samt öster om halvön Baja California (Mexiko) bland annat på Channel Islands och Guadalupeön. Eken växer i regioner som ligger 100 till 650 meter över havet. På öarna förekommer ingen frost och ingen torka. Ibland uppkommer kraftig vind. Därför är de största exemplaren endast 7 till 12 meter höga. På grund av vinden sker förökningen sällan genom ekollon utan över rötterna. Quercus tomentella bildar ofta grupper med andra ekar som Quercus agrifolia, Quercus chrysolepis och Quercus pacifica.
Många exemplar skadas av införda husdjur som get, får och svin. Introducerade växter som flyghavre, hundtandsgräs, knölflen, fänkål och blåtobak konkurrerar med Quercus tomentella. IUCN listar arten som starkt hotad (LC).

## Bildgalleri

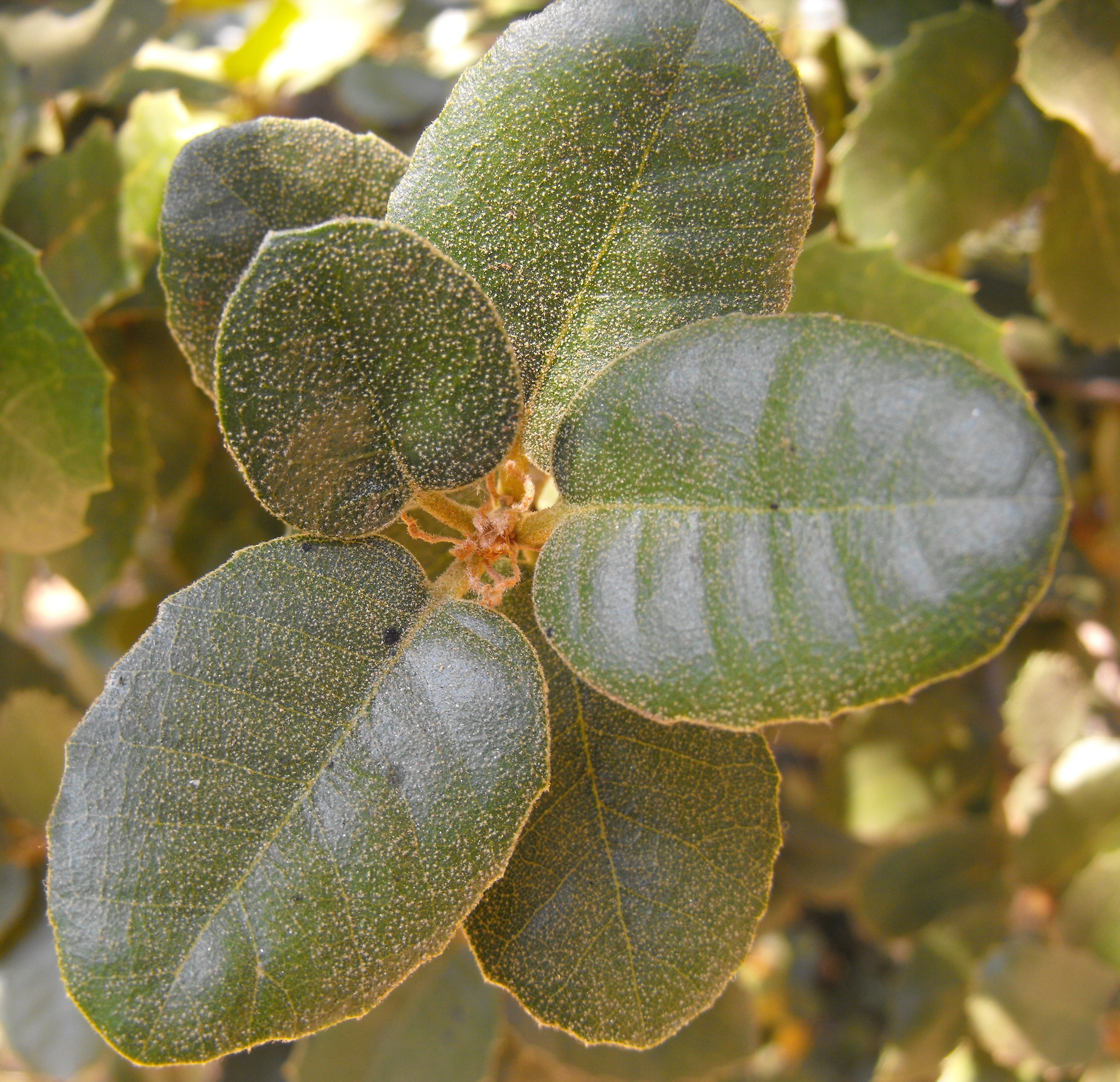
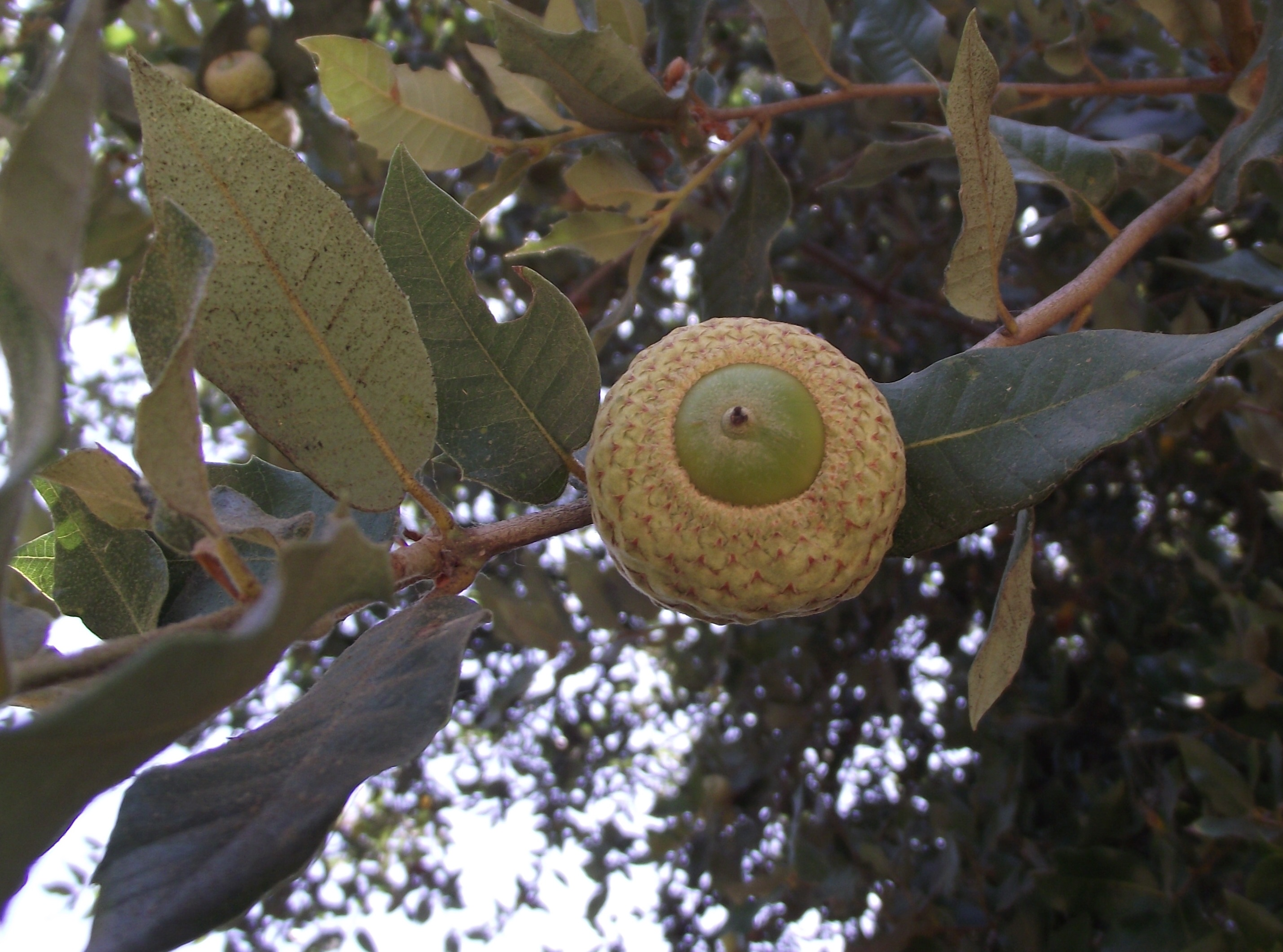
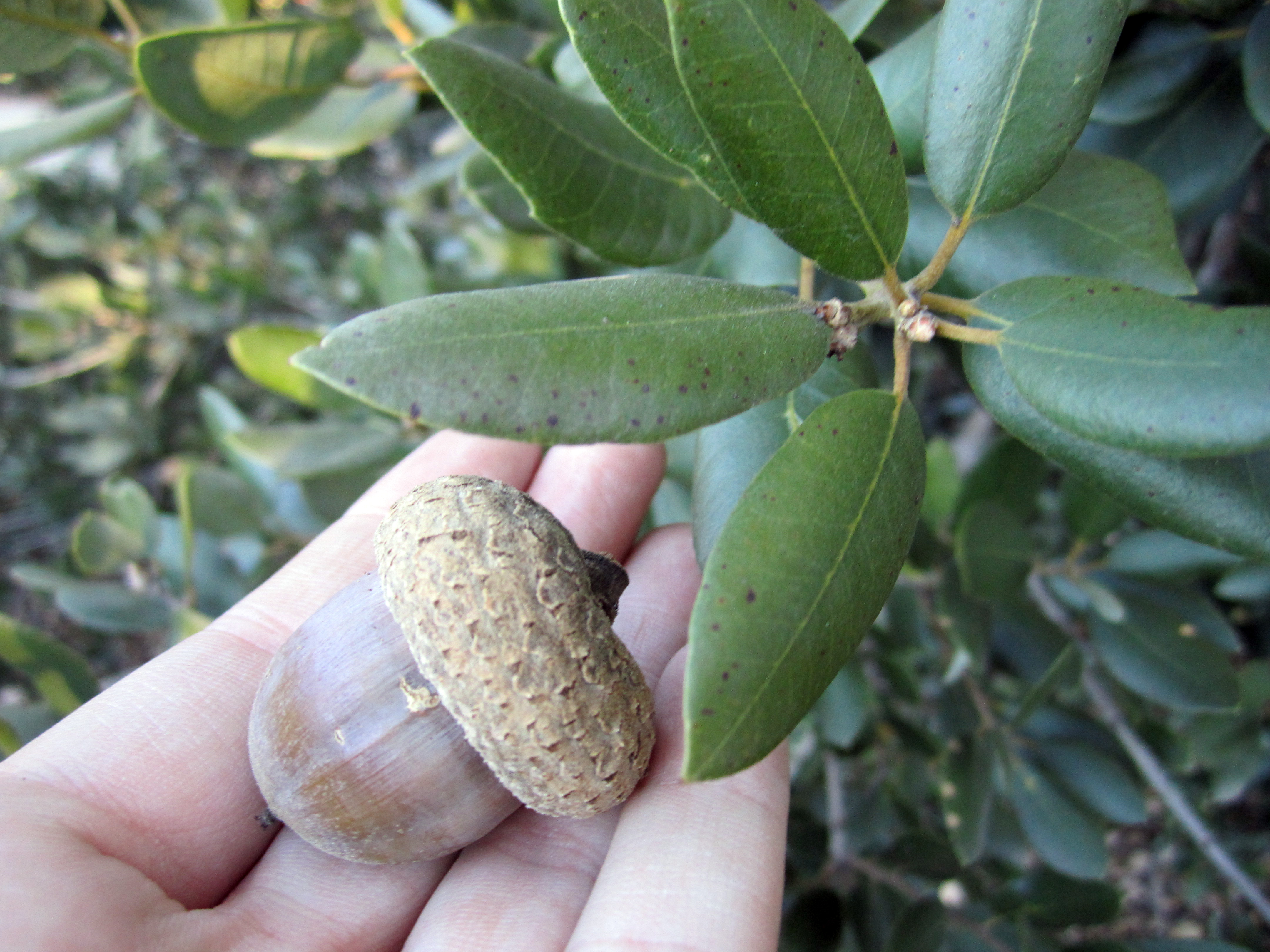
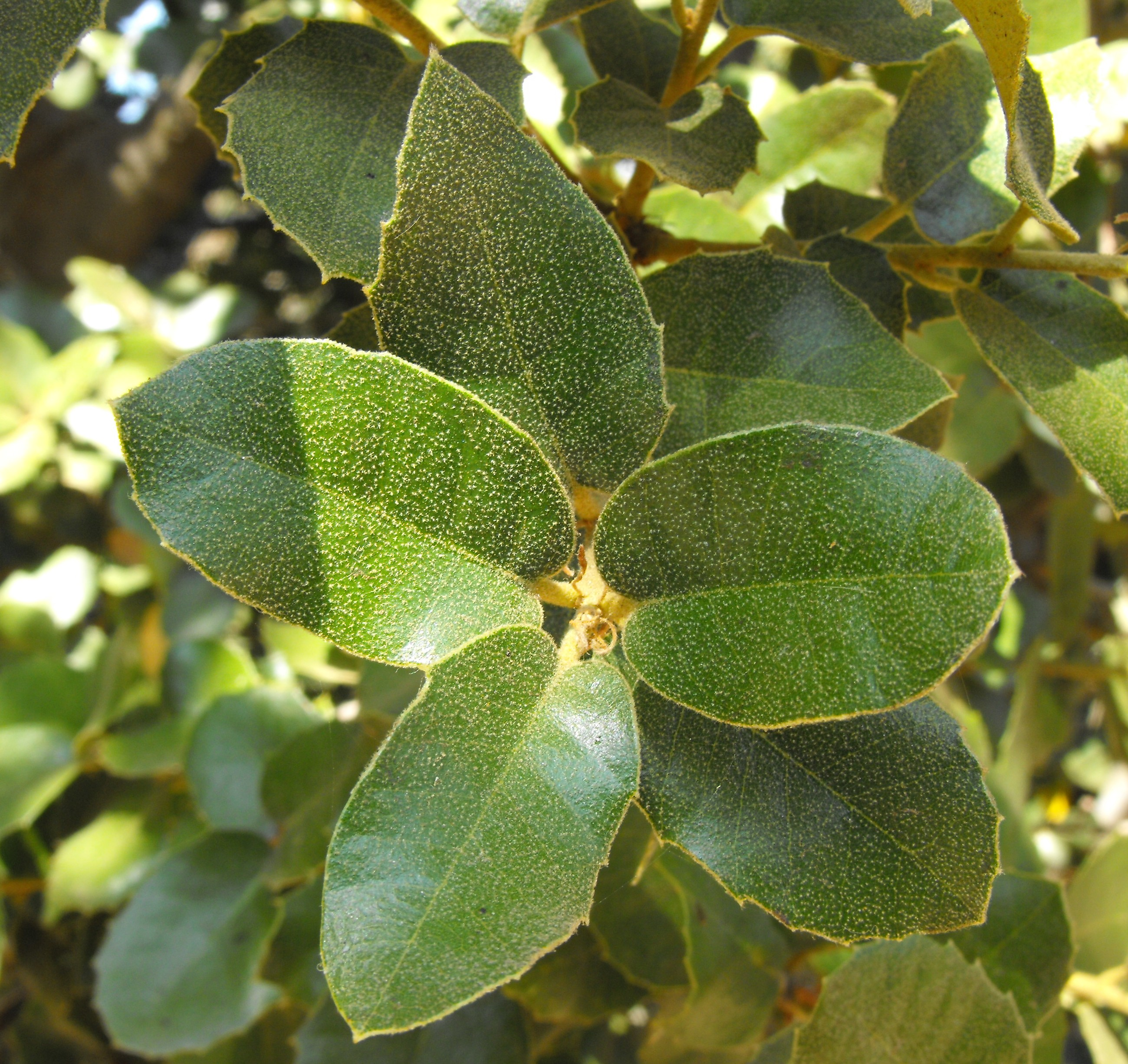